# Luis López Carrasco
Luis López Carrasco (Murcia, 1981) es un cineasta y escritor español.

## Biografía
Nacido en Murcia en 1981, estudió en la Escuela de Cinematografía y del Audiovisual de la Comunidad de Madrid (ECAM) y trabajó de ayudante de dirección en una película. Participó en la fundación de la revista cinematográfica Los olvidados y el colectivo Los Hijos, una plataforma de cine experimental. Actualmente es profesor ayudante del grado de Comunicación Audiovisual y del doble grado de Comunicación y Periodismo de la Universidad de Castilla-La Mancha.
En 2020 dirigió el documental El año del descubrimiento, que fue galardonado con los premios al Mejor película documental y al Mejor montaje en los XXXV Premios Goya, así como con el premio a la Mejor película internacional en los XXXV Premios Festival Mar del Plata. El documental se centra en las protestas que tuvieron lugar en la ciudad española de Cartagena en 1992, una lucha de la clase trabajadora en el contexto de la implementación de políticas de reconversión industrial que afectaron a miles de trabajadores en la Región de Murcia después del derrumbe de compañías como Bazán, Peñarroya y Fesa-Enfersa, dedicadas a la construcción naval, y a las industrias química y metalúrgica.
En 2023 obtuvo el Premio Herralde de novela por El desierto blanco.

## Premios y reconocimientos
- Nominado a Premio Feroz al mejor director y al mejor guion (con Raúl Liarte) por El año del descubrimiento (2021).
- Premio Herralde de novela por El desierto blanco (2023).